# Les Piques (Olivella)
Les Piques és una masia d'Olivella inclosa a l'Inventari del Patrimoni Arquitectònic de Catalunya.

## Descripció
És una construcció de planta baixa i pis, que en certs aspectes es diferencia força de les altres construccions que es troben localitzades al Garraf. Cal remarcar-hi l'important arc de pedra amb dovelles de la porta d'entrada i la sèrie de finestres amb dovelles de pedra tant en els muntants com en la llinda, aquesta última emmotllurada. La coberta de l'edifici és a una i dues vessants.

## Història
Les Piques és una antiga masia documentada des del 1382. Va ser propietat de la família Raventós des de mitjan segle xvi fins al 1875, quan va ser venuda a "l'americano" Pere Domènech, de Sitges, que també tenia la Plana Novella. Quan aquest feu fallida passà a ésser propietat de la raó social Montaner i Simón. Va ser refeta el 1782 i al segle xx va quedar del tot enrunada. El 2003 es va rehabilitar com a segona residència respectant les restes de l'antic mas.